# Paradoxx Music
Paradoxx Music foi uma gravadora independente brasileira fundada em São Paulo pelo DJ Nilton Ribeiro e pelo empresário Sílvio Arnaldo.. Nos anos 90, ficou nacionalmente conhecida por lançar as coletâneas da rádio Jovem Pan, todas com sucessos do dance music da época, conseguindo assim popularizar esse ritmo no Brasil.
A Paradoxx Music também foi a primeira gravadora do Brasil a utilizar o formato Mixed Mode, seguindo a tendência do mercado norte-americano.

## História
O DJ e produtor de black music Nilton Ribeiro juntamente com seu amigo, o empresário Sílvio Arnaldo, fundaram em 1994 a Paradoxx Music. Já no primeiro ano de existência, a gravadora enfrentou algumas dificuldades após ser acusada de pirataria por lançar duas músicas cujos direitos de lançamento no Brasil eram de exclusividade da PolyGram, tendo seus discos apreendidos por denúncia da ABPD.
No final da década de 90, a Paradoxx se consagrou por ser responsável pelos lançamentos das coletâneas As 7 Melhores da Jovem Pan, que tiveram grande disseminação do dance music nesta época, ao ponto que a popularização do som rendeu até algumas tentativas de iniciar projetos de dance music no Brasil. As coletâneas possuíam grande marca de vendas, especialmente pela divulgação maciça através da rede Jovem Pan e de comerciais de televisão em rede nacional, em canais como SBT, Band e TV Globo. Diversos artistas nacionais e internacionais tiveram seus trabalhos lançados ou relançados pela gravadora Paradoxx como por exemplo: Whigfield, Nicki French, Gala, Erasure, Depeche Mode, Prodigy, El Simbolo, Peninha, Toquinho, Dominó, entre tantos outros.
"A Jovem Pan foi uma das pioneiras a entrar na dance music, tinha espaço pra tocar. Meu sócio era muito ligado à rádio e ao Tutinha, e isso foi estopim para o grande boom da gravadora. [As coletâneas] chegavam a vender milhão de cópias."
No ano de 1999, os álbuns de estúdio Peninha e Me Agarre Forte, do músico Peninha, e o álbum ao vivo Swing de Rua,do grupo de pagode Patrulha do Samba, todos lançados originalmente pela Paradoxx, foram certificados como disco de ouro pela APBD.
A partir da década de 2000, a gravadora começou a lançar diversos artistas e coletâneas de cunho popular, deixando de lado os sucessos da dance music e da música eletrônica. Em 2004, a Paradoxx fechou parceria com a gravadora alemã Nuclear Blast, passando a distribuir os títulos do selo no país e desde então, ela ficou famosa por trabalhar com bandas de rock como Angra, Tuatha de Danann, Torture Squad, Garotos Podres e Porcos Cegos.
A gravadora encerrou suas atividades no ano de 2005 e seu catálogo foi incorporado pela Universal Music Group em 2006.